# 趵突泉

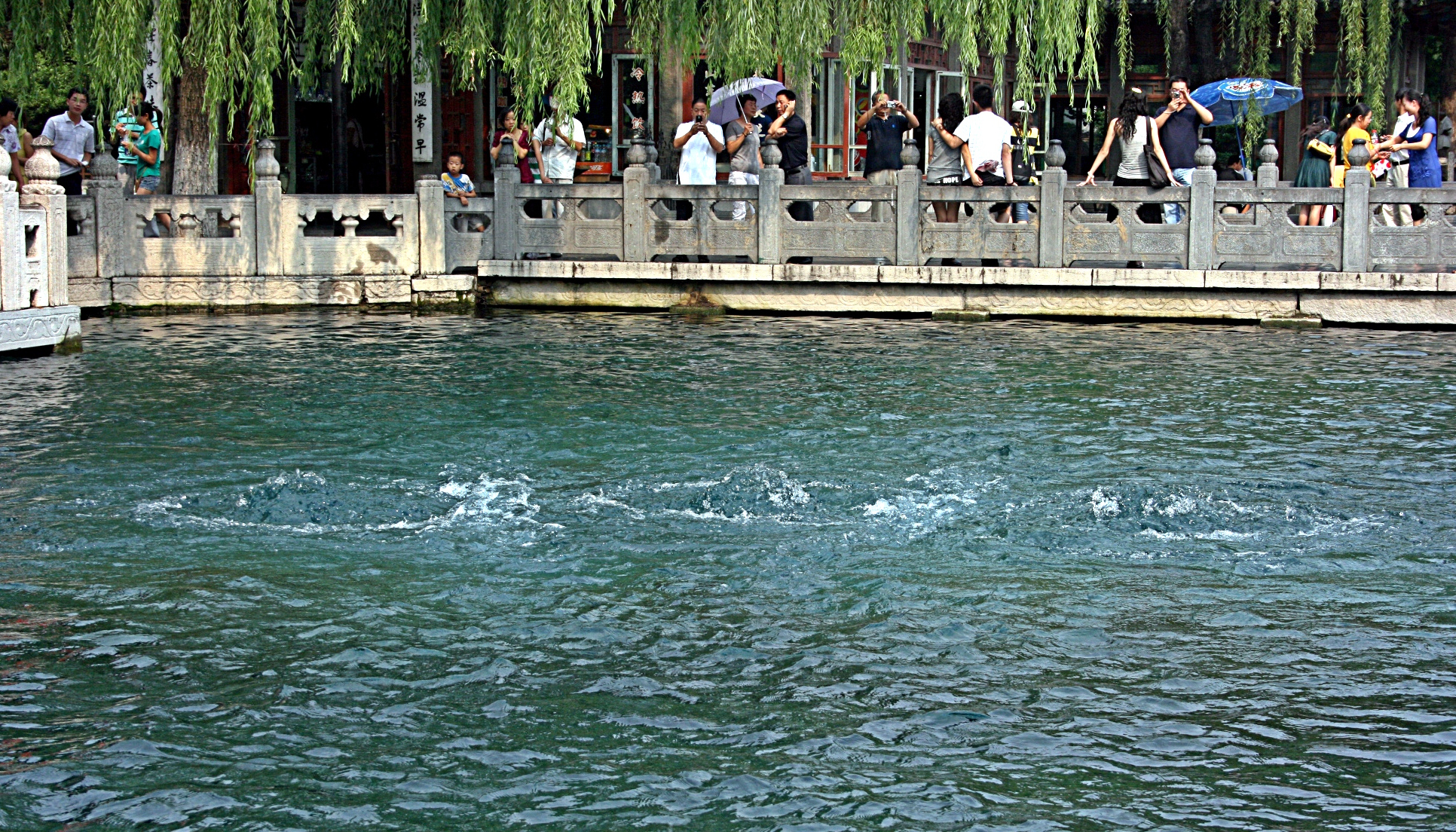
趵突泉（2008年撮影）

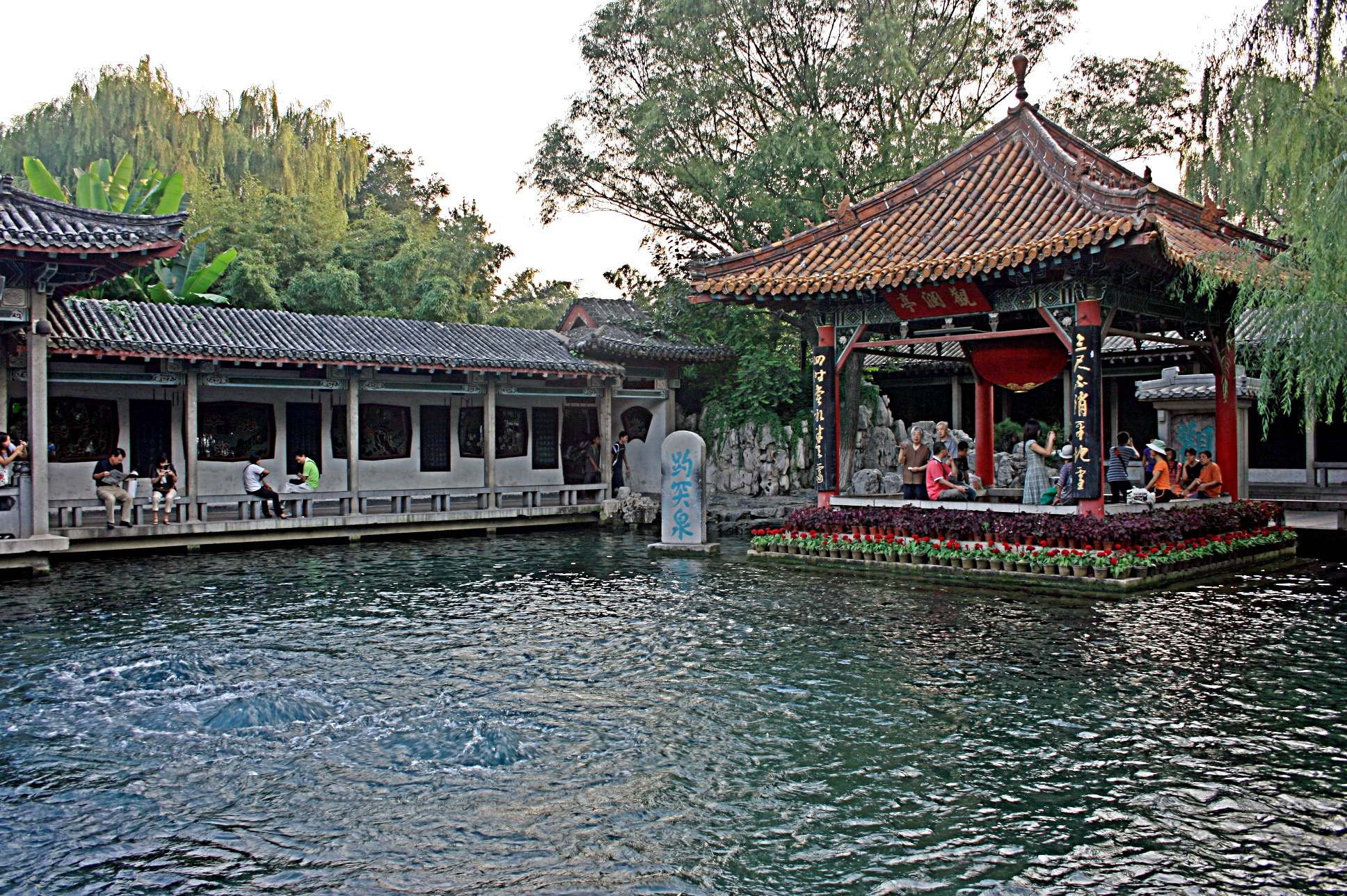
趵突泉周辺の伝統的な建築（2008年撮影）

趵突泉（ほうとつせん、しゃくとつせん）は、中国山東省の省都・済南市の市街区にある70を超える自噴泉の中で最も有名な泉である。済南市にある文化的にも重要なカルストの泉であり、古くから「五経」の中の『春秋』でも言及されており、清朝の乾隆帝も「天下第一泉」と讃えている。中国の5A級観光地（2013年認定）。
これらすべての泉の水は、この都市の下にあるオルドビス紀のカルスト帯水層に由来する。済南周辺の地形は南から北に向かって傾斜していて、帯水層の涵養地は市の南側の山岳地帯にある。泉の涵養地は1,500 平方キロメートルになり、そのうち550平方キロメートルが直接涵養していて、950平方キロメートルが間接涵養している。
全体として、帯水層から供給される泉は、1日当り約300,000～350,000 立方メートルの水量を持っている。1970 年代以降、人間が消費するために帯水層から取り出された水が多すぎたため （1970年代当時は1日あたり 270,000立方メートル以上)、泉が何度か流れなくなったことがあった。
趵突泉は約20の名称付き泉の群の一部である。水年齢の推定値は、その水が浅い循環に由来することを示唆している。
趵突泉の湧水では、3つの出口から石灰岩からの水が供給されている。泉から出る水の量は最大で毎秒1.6立方メートルに達する。泉からの自噴の高さは、最大26メートルの高さに達したとも言われている。水温は年間を通して摂氏18度で一定している。

## 参照項目
- 済南の有名地 (List of sites in Jinan)